# Tulpan
För släktet, se tulpansläktet.

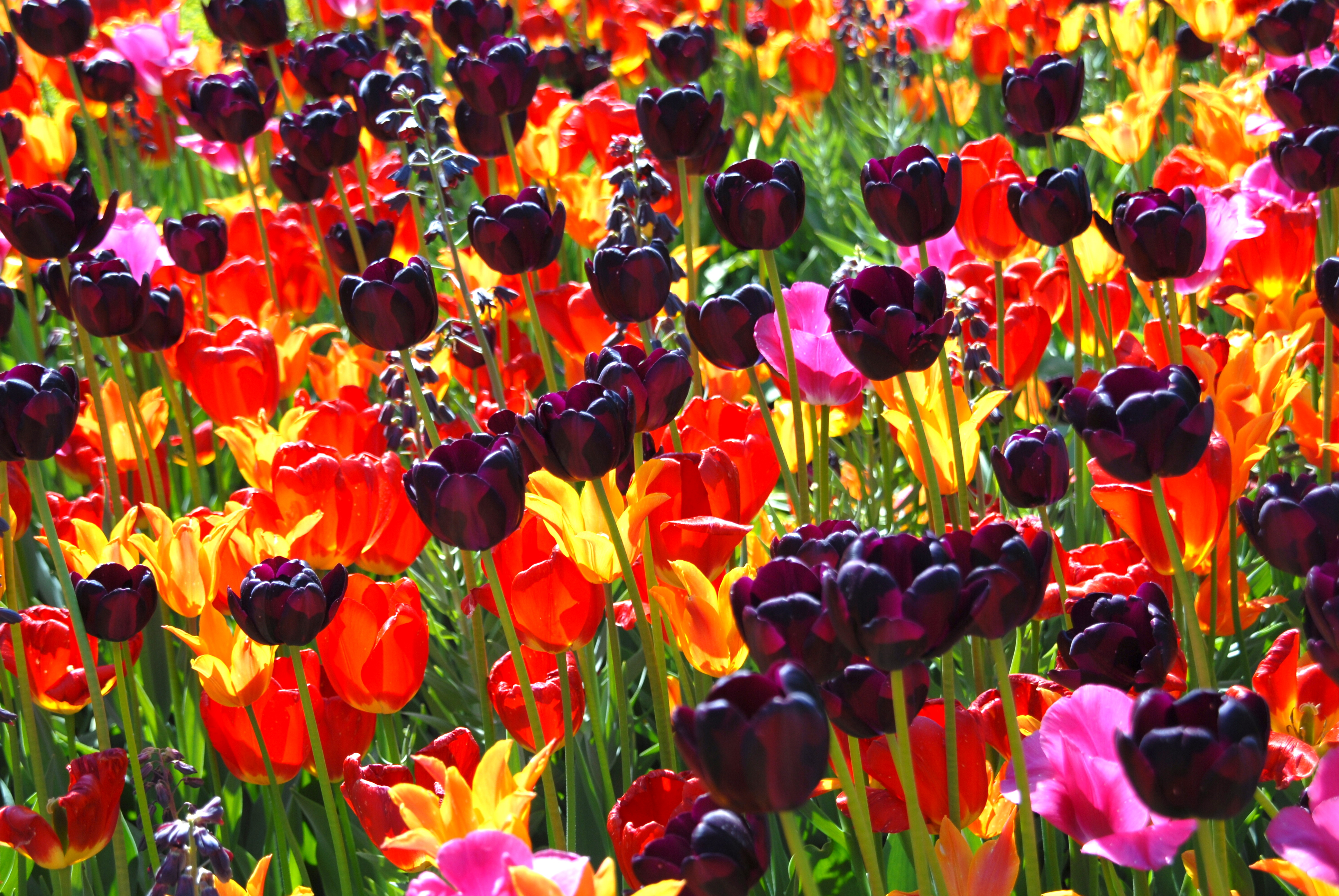
Tulpaner i Kungsträdgården i Stockholm i maj 2011.

Tulpan eller trädgårdstulpan (Tulipa gesneriana) (från persiskans dulband som betyder turban) är en växt i familjen liljeväxter. Arten har oklart ursprung, möjligen kommer den från Iran och har naturaliserats i sydvästra Europa de flesta odlingsformerna av tulpan härstammar från denna art.
Tulpaner odlas i Nederländerna och där uppstod också under 1600-talet den så kallade tulpomanin, där spekulationer i tulpanlökar orsakade ekonomisk kris.

## Synonymer
- Tulipa suaveolens (Hayek. non Roth.)
- Tulipa didieri (Jordan.)